# Arma Reforger
Arma Reforger ist eine Videospiel-Militärsimulation des Entwicklerstudios Bohemia Interactive. Es wurde im Mai 2022 in einem Livestream als Zwischenschritt zwischen Arma 3 und dem in der Entwicklung befindlichen Arma 4 vorgestellt und erschien zuerst im Early Access. Der Name spielt auf die Manöver REFORGER an.

## Spielbeschreibung
Arma Reforger spielt zur Zeit des Kalten Krieges auf einer fiktiven Insel namens Everon, auf welcher auch Operation Flashpoint, das Vorgängerspiel der Arma-Serie spielte. Das Spiel versucht dabei die Ära des Kalten Krieges durch zeitgemäße Waffen, Fahrzeuge und Objekte nachzustellen.
Auf dieser Karte kann der Spieler als Soldat der US Army oder der sowjetischen Armee gegen andere Spieler im Mehrspielermodus verschiedene Kriegsszenarien im Conflict-Modus simulieren. Eine Einzelspielerkampagne besitzt das Spiel jedoch nicht.
Ebenfalls existiert ein so genannter Game-Master-Modus, in welchem ein Spieler für andere Spieler in Echtzeit ein Szenario erstellt. Der Game Master kann dabei unter anderem Befestigungen, Objekte, NPC-Einheiten oder Fahrzeuge erstellen, oder Spieler anweisen andere Spielergruppen zu verfolgen.

## Benutzergenerierte Inhalte
Wie auch schon Arma 3 legt Arma Reforger seinen Fokus auf Modding, wodurch es Spielern erlaubt ist, Spielinhalte zu verändern oder eigene Inhalte in das Spiel einzufügen. Dafür beinhaltet das Spiel eine Workbench-Funktion und eine Engine-spezifische Scriptsprache namens Enforcescript in der Spieler eigene Objekte, Fahrzeuge, Waffen und Szenarien erstellen können.
Die Verbreitung und Installation von benutzergenerierten Modifikationen ist über einen integrierten Workshop vorgesehen.

## Rezeption
Nach der Veröffentlichung von Arma Reforger waren die Meinungen zu dem Spiel gemischt. Während das Spiel sehr für verbesserte Grafiken und Spielmechaniken gelobt wurde, beschwerten sich Spieler vor allem über zahlreiche Fehler, sowie einen hohen Einstiegspreis für ein Erlebnis, welches oft mit dem einer Techdemo verglichen wurde. So hat das Spiel in der ersten Woche nach der Veröffentlichung nur zu etwa 61 % positive Bewertungen auf der Vertriebsplattform Steam erhalten. Sechs Monate nach der Veröffentlichung der Vollversion waren die Rezensionen zu 75 % positiv.
Aus diesen Gründen wird das Spiel von Kritikern für bestehende Fans der Arma-Serie und Mitglieder der Modding-Szene empfohlen, jedoch weniger für Einsteiger.